# 路德维格·斯考蒂
路德维格·斯考蒂（英語：Ludwig Scotty，1948年6月20日—），男，瑙鲁政治人物，曾于2003年、2004年至2007年兩度任瑙鲁总统，2000年至2001年、2001年至2002年、2004年、2010年至2013年、2013年至2016年五度任國會議長。斯考蒂第二度担任总统期间，瑙鲁恢复了与中华民国断绝三年的外交关系。